# ジャン＝ジャック シュミット
ジャン＝ジャック・シュミット（Jean-Jacques Schmid、1977年6月16日 - ）は、ベルン生まれのクラシック音楽のピアニスト。

## 経歴
1977年、スイスの首都・ベルンに生まれ、8歳よりピアノを始める。
ベルン音楽学校（現在のベルン芸術大学）にて、トマシュ・ヘルブート(Tomasz Herbut)に師事し、コンサート・ディプロム課程を首席で卒業。
その後、アムステルダム音楽院を経て、ジュネーヴ音楽院のソリスト・ディプロム(大学院課程)に入学。
世界的に有名なフランス人ピアニストであるドミニク・メルレに師事し、最優秀賞を受賞して 2004年に同学院を卒業。
レパートリーは、80を越えるコンサート・プログラムと、40曲のピアノ協奏曲がある。
特にフランツ・リストと現代音楽を好んで演奏するが、実際のレパートリーは、バッハから現代音楽までと多岐にわたっている。スイス国内に留まらず、ヨーロッパ諸国やアメリカでも演奏活動を行う。
近年では、19世紀及び20世紀の希な作曲家の超技巧作品を多く取り入れており、直近ではアドルフ・ヘンゼルトのピアノコンチェルト作品19番を演奏。
その他にも、チャールズ・アイヴズのコンコード・ソナタ、ジェルジュ・リゲティの練習曲、ニコライ・カプースチンの練習曲とピアノ・ソナタ2番をはじめ、ジェフスキー、モシェレス、フンメル、クラム、アルカン、ソラブジ、シェーンベルグ、シュトックハウゼン、ブーレーズなどが挙げられる。
録音は2013年現在で15枚。またムソルグスキーの「展覧会の絵」や、シベリウスの「フィンランディア」などの編曲作品群に関して、その編曲に更に独自の編曲を加えている。
音楽活動以外では、チェスとその歴史の専門家であり、ウンベルト・エーコ、ジェームス・ジョイス、先代教皇であるベネディクト16世、そしてスイスの作家であるフリードリヒ・デュレンマットの作品を読むことを特に好む。
母国語のスイスドイツ語以外に、ドイツ語、 英語、フランス語、スペイン語そして日本語を流暢に話す。